# Mazeirat
Mazeirat is een gemeente in het Franse departement Creuse (regio Nouvelle-Aquitaine) en telt 137 inwoners (1999). De plaats maakt deel uit van het arrondissement Guéret.

## Geografie

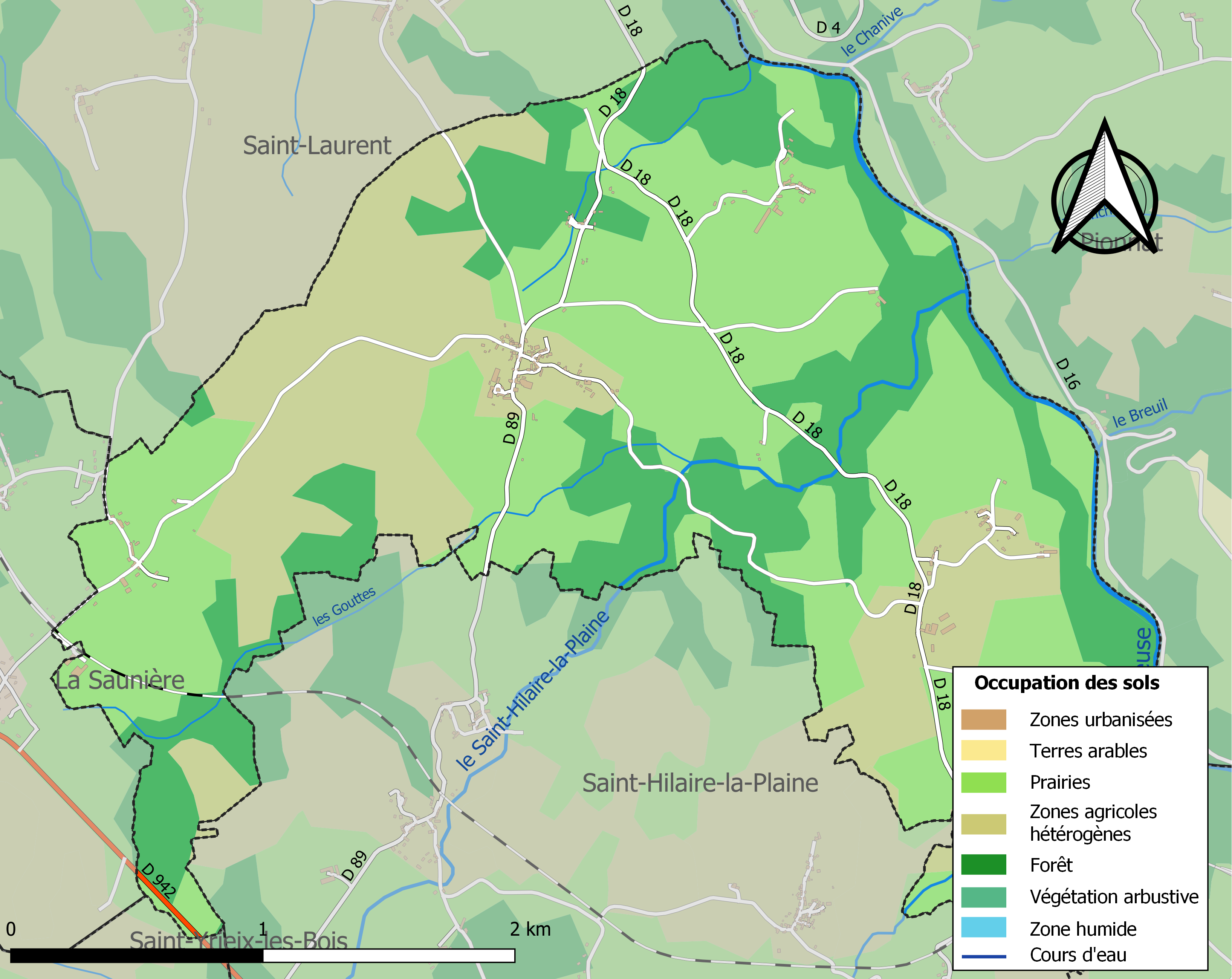
Kaart van de gemeente met de belangrijkste infrastructuur, bodemgebruik en omliggende gemeenten

De oppervlakte van Mazeirat bedraagt 7,9 km², de bevolkingsdichtheid is 17,3 inwoners per km².

## Demografie
Onderstaande figuur toont het verloop van het inwonertal (bron: INSEE-tellingen).